# Magneetkop

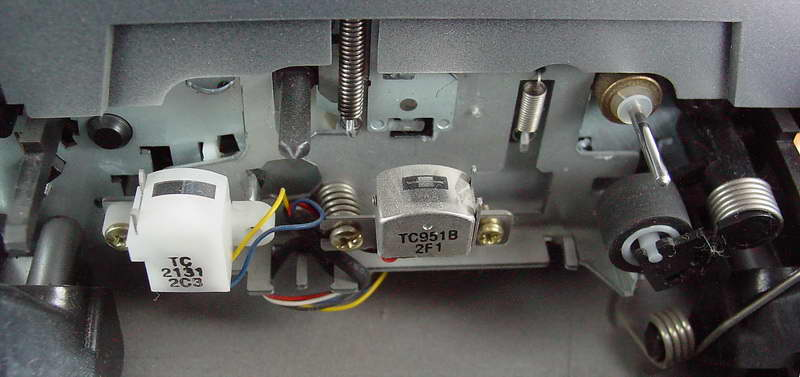
De koppen bij een cassetterecorder

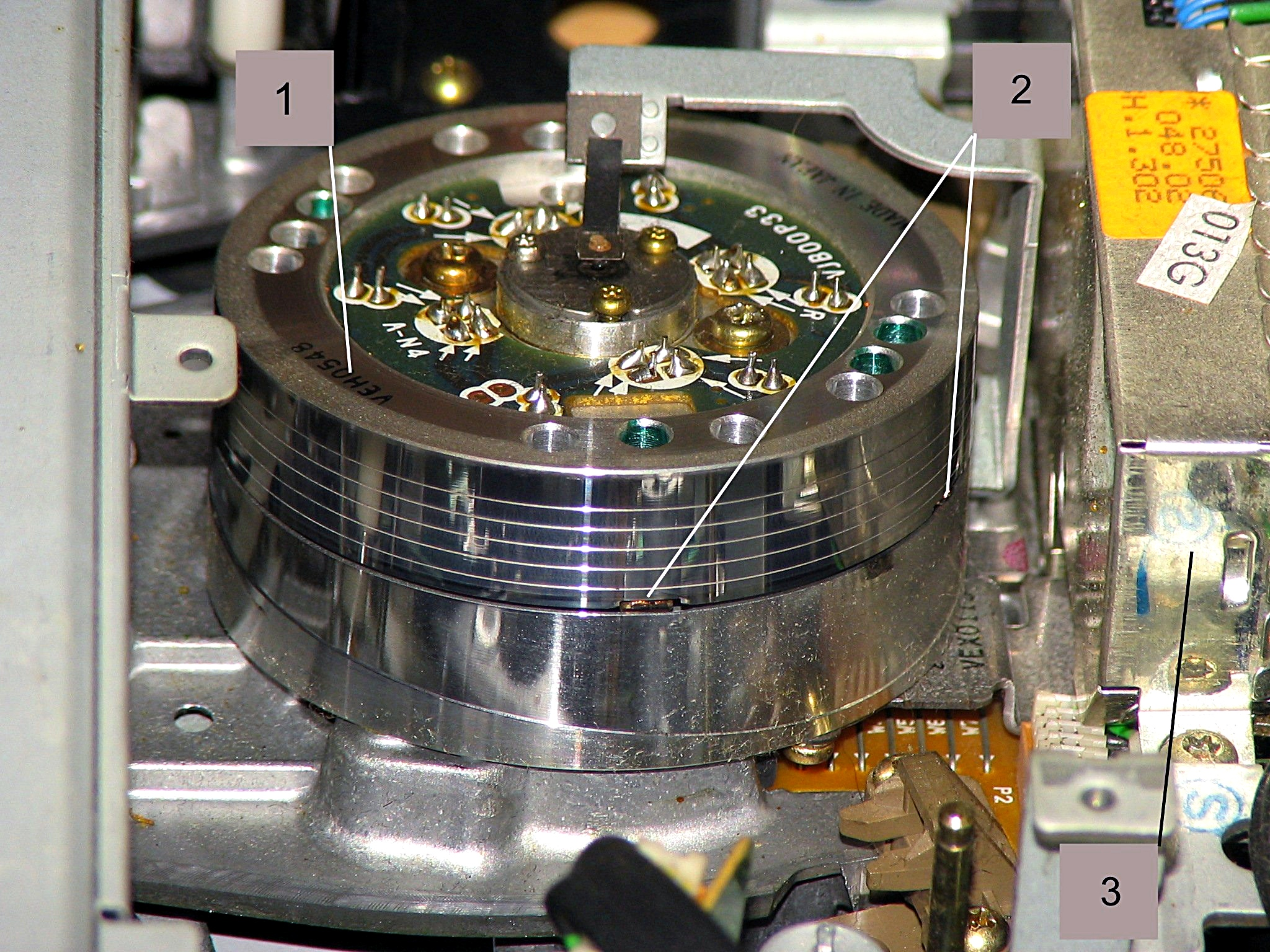
Lees-/schrijfkop VHS

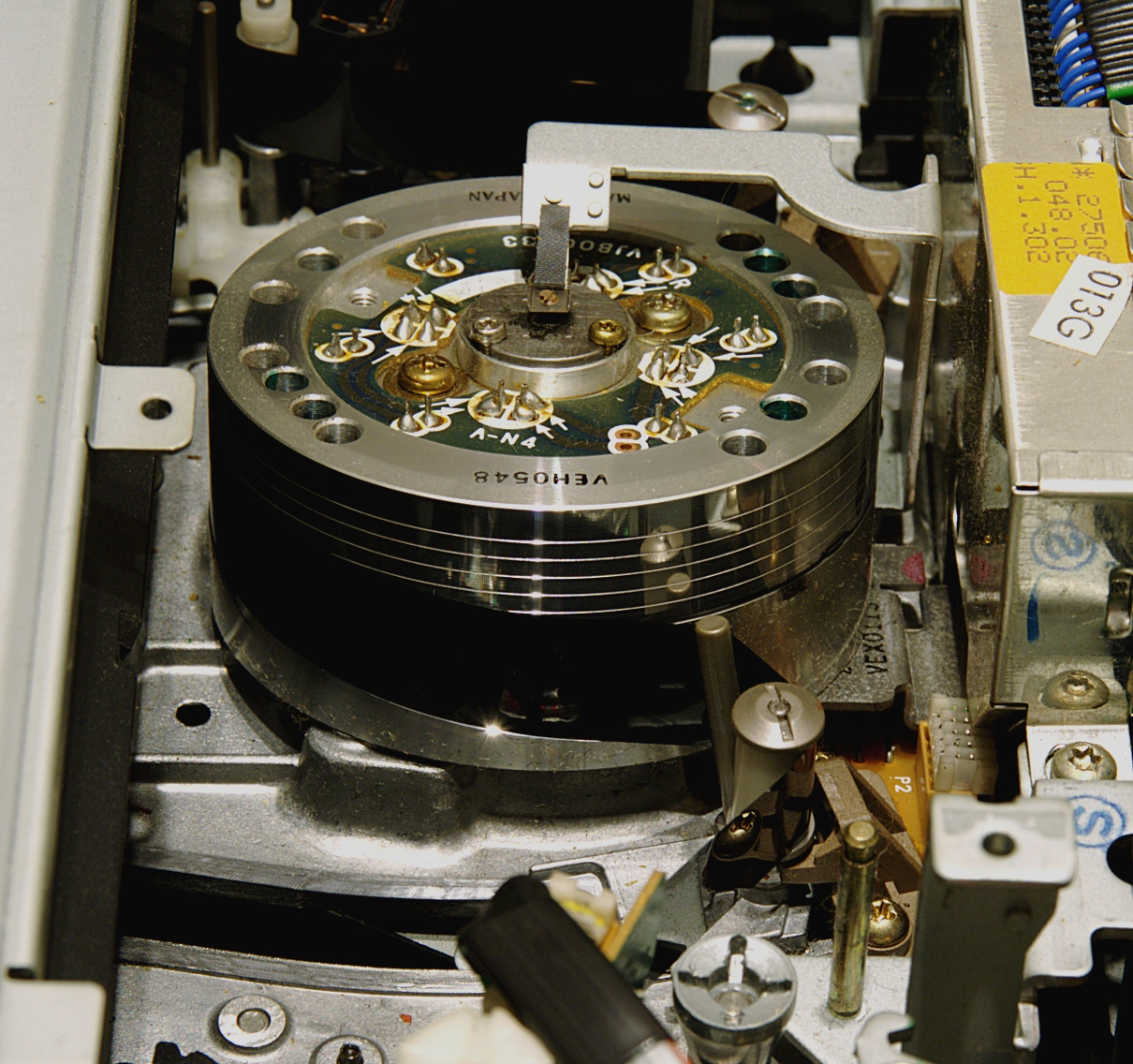
Lees-/schrijfkop VHS met band/lint

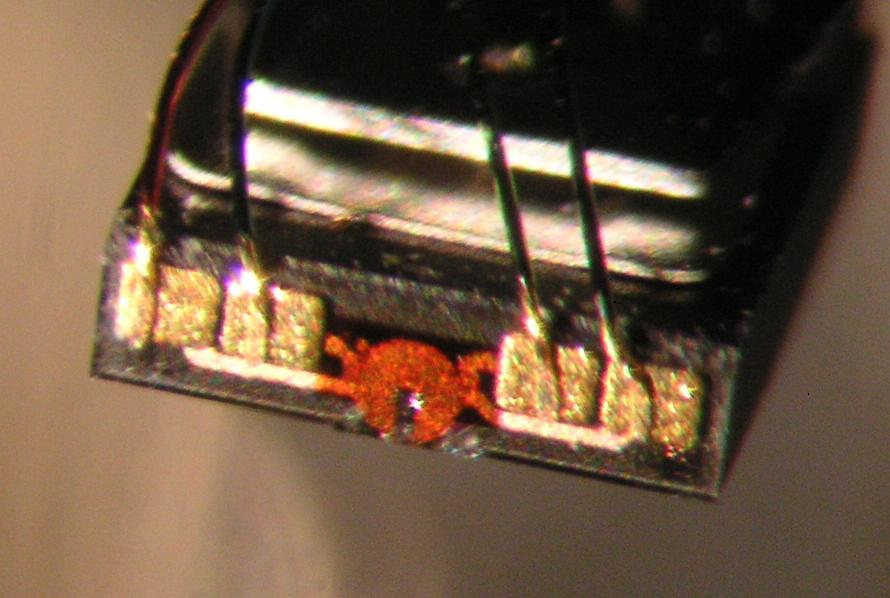
Magneetkop van een harddisk

De magneetkop, leeskop of lees-/schrijfkop is een onderdeel van een apparaat dat de gegevens op een magnetische gegevensdrager uitleest en/of wegschrijft. Bijvoorbeeld: een bandrecorder, een videorecorder, of een harde schijf.

## Werking
Bij het beschrijven van een opslagmedium zoals een geluidsband, videoband of harde schijf werkt de magneetkop als elektromagneet en magnetiseert het een laag van hardmagnetisch materiaal. Bij het lezen induceert deze magnetisering op haar beurt een geringe spanning op de magneetkop. Voor het uitwissen wordt bij analoge media een afzonderlijke wiskop gebruikt die alleen voor de opwekking van een hoogfrequent wisselveld dient die de magneetband ontmagnetiseert.

## Een lint als magnetische gegevensdrager
Bij bandrecorder, cassetterecorder en videorecorder beweegt een lint langs de lees-/schrijfkop(pen). 

## Een schijf als magnetische gegevensdrager

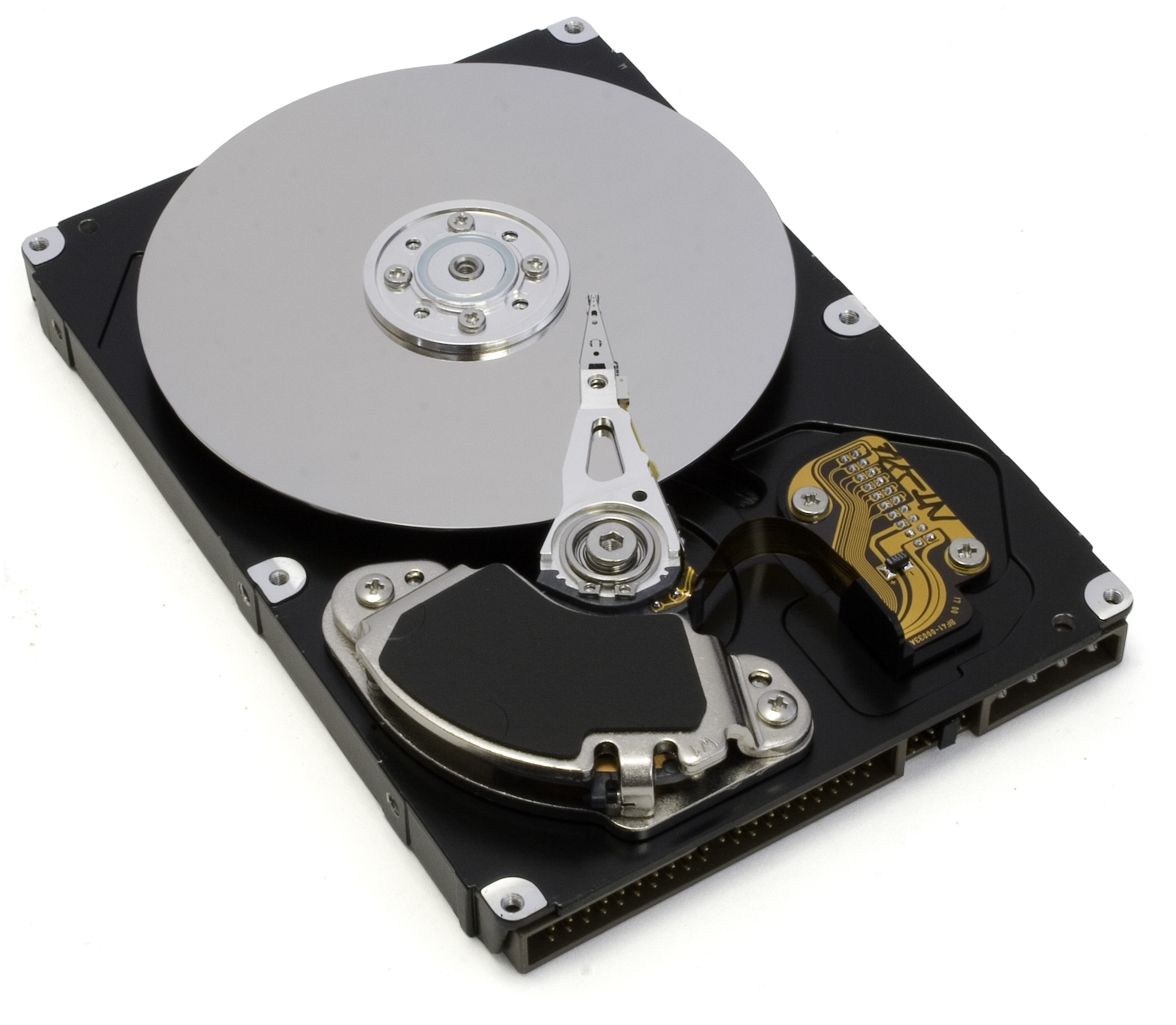
Open harde schijf

### Harde schijf
De lees-/schrijfkop bevindt zich op een arm waarmee de kop boven de draaiende schijf wordt gepositioneerd. Omdat de informatie in magnetische velden is vastgelegd, wordt een minimale afstand tussen de leeskop en de schijf nagestreefd. Omdat de leeskop ten opzichte van de draaiende schijf beweegt is dit een kwetsbaar onderdeel. Als de leeskop de schijf raakt, wordt de schijf beschadigd en zijn meestal de data verloren (een headcrash). 

### Diskette
De lees-/schrijf-kop is geen onderdeel van de diskette. Een gevaar is, dat de schijf door veelvuldig gebruik versleten raakt. Bij veel-gebruikte diskettes zijn vaak sporen te zien –vooral het indexspoor– waar materiaal is weggesleten en de schijf zelfs doorzichtig is geworden.